# Зоран Кривокапић
Зоран Кривокапић (Звечан, 27. август 1955 — Београд, 9. септембар 2022) био је српски хирург и универзитетски професор. Он је био редовни професор на Медицинском факултету Универзитета у Београду и начелник Трећег одељења за колоректалну хирургију Прве хируршке клинике. Био је члан Краљевског удружења хирурга Енглеске.
У Првој хируршкој клиници је увео велики број нових дијагностичких метода и оперативних процедура. Организовао је бројне међународне пројекте и конгресе. Један је од најпознатијих хирурга у Србији. За дописног члана САНУ изабран је 1. новембра 2012. године, а за редовног 8. новембра 2018. године.
Прво медицинско образовање стекао је на Медицинском факултету у Београду где је 1980. године дипломирао. 1984. године одбранио је магистарску тезу, 1984. положио специјалистички испит из опште хирургије са одличном оценом, а докторску дисертацију са темом “Ендолуминалане протезе у превенцији попуштања анастомоза у хирургији колона и ректума” је одбранио на Медицинском факултету у Београду 1988. године.

## Стручно усавршавање
- 1989. Усавршавање из опште хирургије у трајању од 3 месеца у болници Сент Џорџ у Лондону
- 1989. Завршио је постдипломски курс (три месеца) из колоректалне хирургије у Сент Маркс болници у Лондону
- 1989. 7 дана у болници Хемпшир у Безинстоку код проф. Р. Хеалда
- 1989. 7 дана интензивни курс из колопроктологије у Сент Маркс болници у Лондону
- 1993. Усавршавање у трајању од месец дана у Ројал Лондон болници у Лондону
- 1995. 4 месеца у болници Сент Маркс у Лондону као почасни асистент
- 1996. Завршио је курс лапароскопске хирургије у трајању од 7 дана у Стразбуру уз европски сертификат
- 1996. Месец дана у болници Хамерсмит у Лондону код проф. Н. Хабиба – усавршавање у лечењу метастаза дебелог црева
- 1996. Курс у трајању од 3 дана у лечењу инконтиненције - Physician training of Dynamic graciloplasty у Академској болници у Мастрихту код Ц. Баетена
- 1999. Усавршавање у трајању од три недеље у Kанцер хоспитал у Токију
- 1999. Дводневни курс нове стаплерске технике за лечење хемороида у Малмеу у Шведској

Гостујући је професор на Универзитету Јужне Калифорније, Keck School of Medicine – САД, Медицинском универзитету у Крајови, Румунија, Медицинском факултету у Нишу, Медицинском факултету у Подгорици, Медицинском факултету у Фочи (Република Српска - БиХ) и Медицинском факултету у Скопљу, Скопље, Северна Македонија, почасни доктор наука Медицинском универзитету у Крајови.
Оснивач је Друштва колопроктолога Југославије. Био је пуноправни члан Краљевског колеџа хирурга Енглеске (Fellow of Royal Colledge of Surgeons of England (FRCS)). Био је директор и генерални секретар Светског удружења универзитетских колоректалних хирурга. Такође је био Председник Европског удружења колопроктолога (ЕСЦП). Био је члан Америчког колеџа хирурга (Fellow of American Colledge of Surgeons (FACS)) и почасни члан Америчког удружења колоректалних хирурга (Honorary Fellow of American Society of Colorectal Surgeons  (hon FASCRS)). Био је председник хируршке секције СЛД-а. Члан је медицинске академије СЛД-а.
На Првој хируршкој клиници је увео 5 нових дијагностичких и 45 оперативних процедура.